# Yeonje-gu (Busan)
Yeonje-gu es un distrito en el centro de Busan, Corea del Sur. Tiene una superficie de 12,08 kilómetros ², y una población de alrededor de 220.000. Yeonje-gu fue creado en marzo de 1995 tras su separación de Dongnae-gu. Su nombre fue formado tomando las primeras y últimas sílabas de los nombres de su único 2 dong legal; Yeonsan-Dong y Geoje-Dong. Busan City Hall se encuentra en Yeonje-gu.

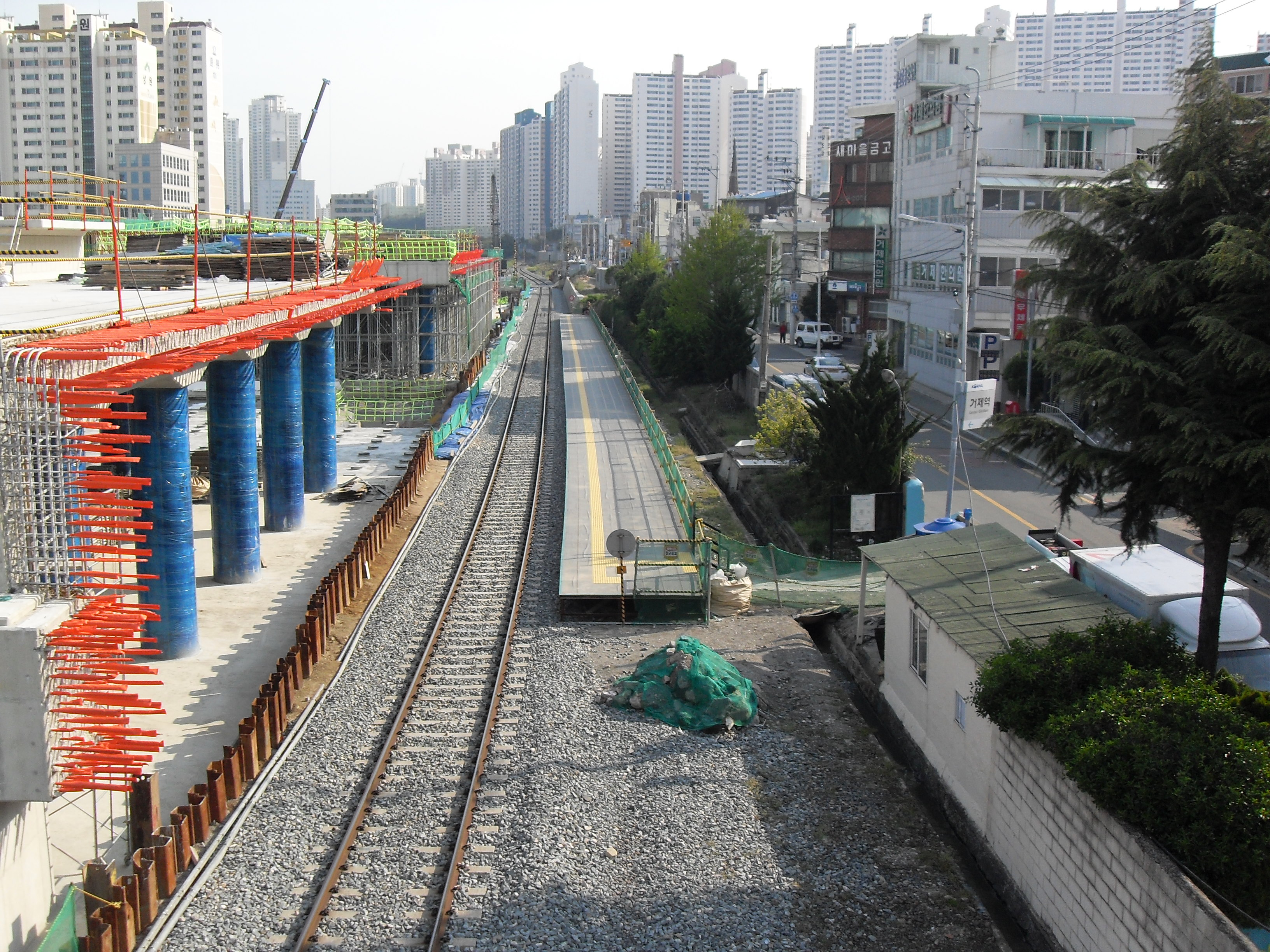
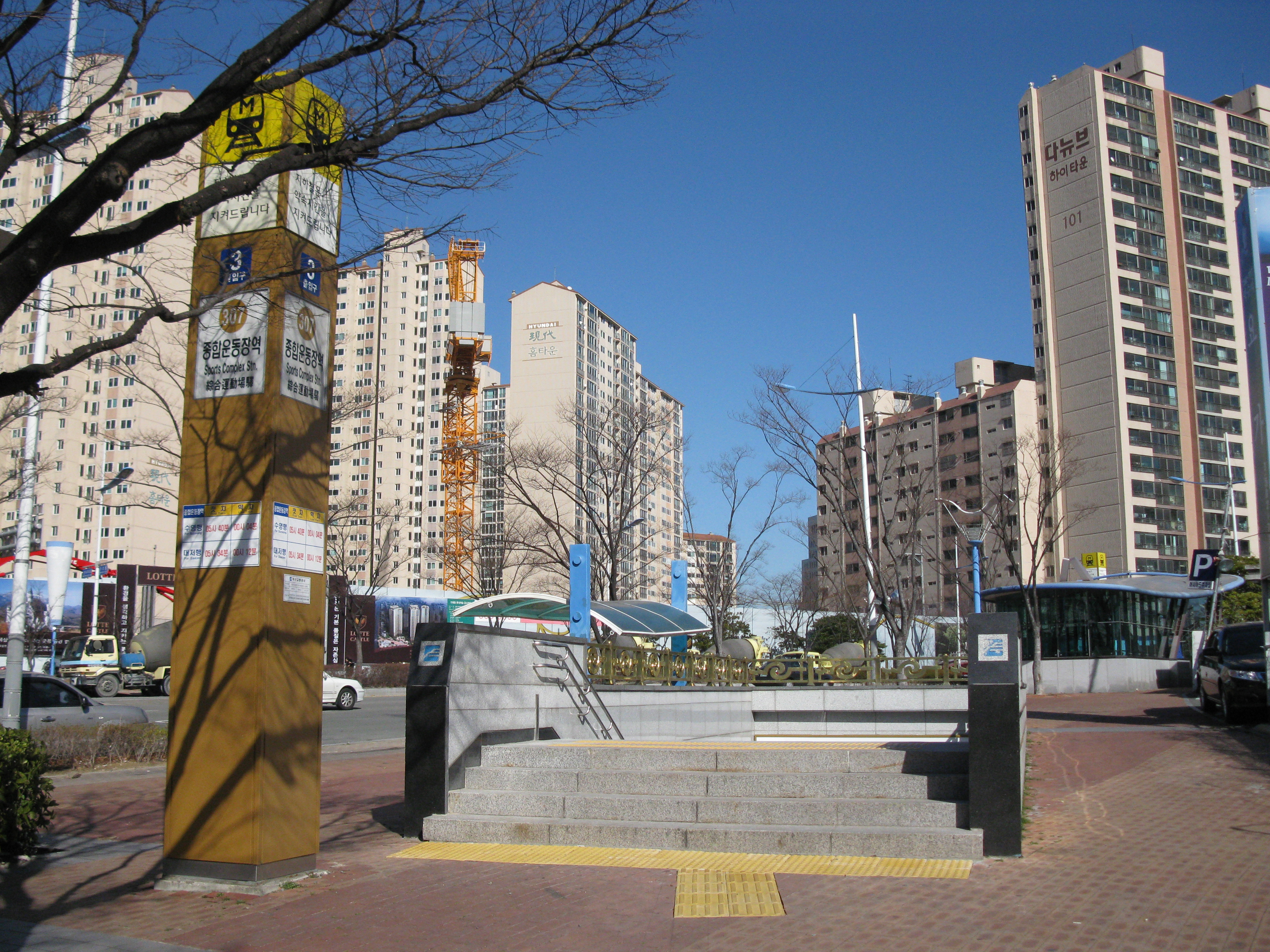
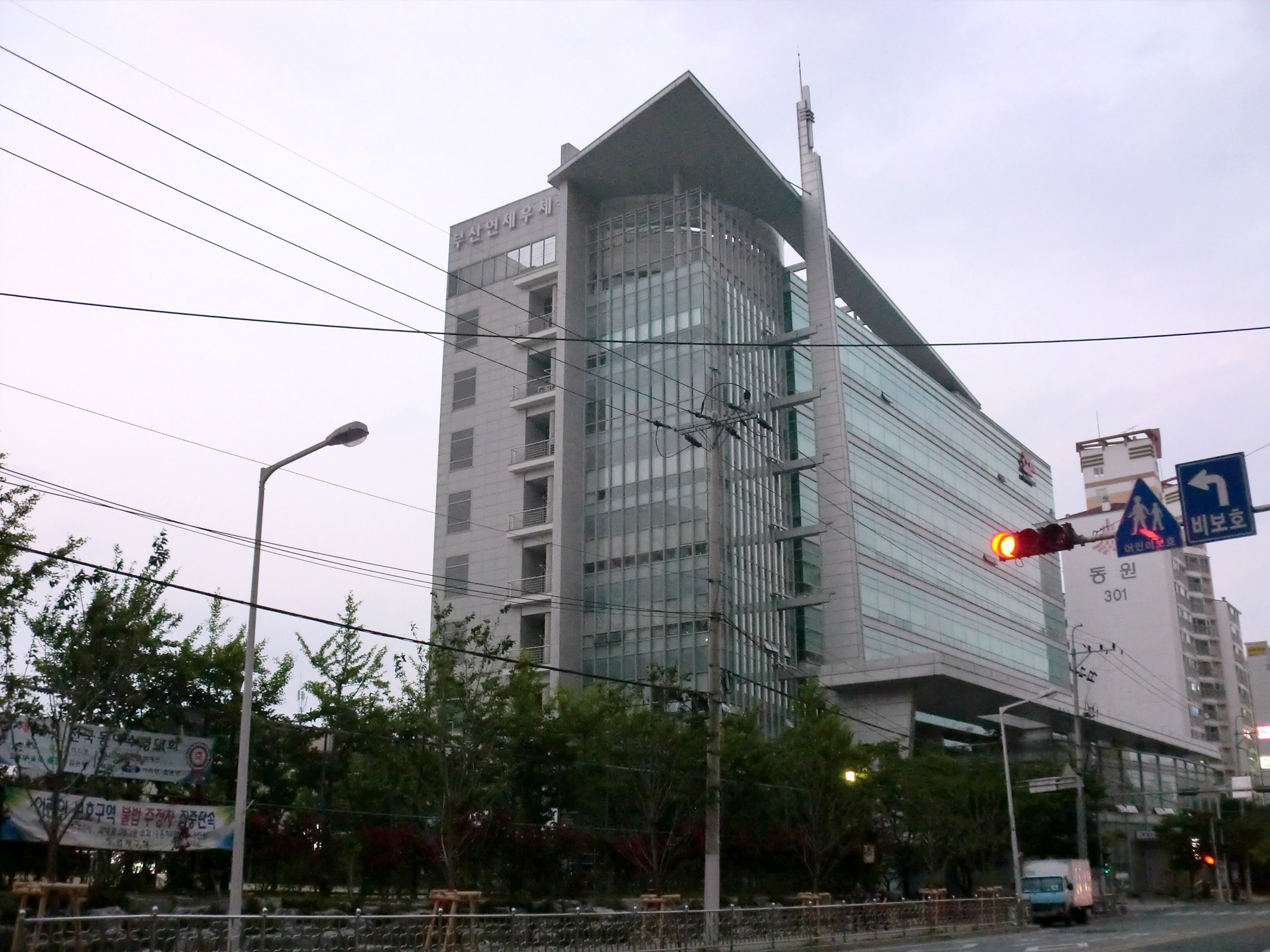

## Divisiones administrativas
- Yeonsan-dong
- Geoje-dong